# Banigbé
Banigbé est un arrondissement du département du Plateau au Bénin.

## Géographie
Banigbé est une division administrative sous la juridiction de la commune de Ifangni,.

## Démographie
Selon le recensement de la population effectué par l'Institut National de la Statistique Bénin en 2013, Banigbé compte 7 192 habitants.